# Nadine Marloye
Nadine Marloye (31 juli 1958) is een Belgische voormalige atlete, die gespecialiseerd was in het hoogspringen en het verspringen. Ze veroverde één Belgische titel.

## Biografie
Marloye werd in 1977 Belgische kampioene verspringen. Ze was aangesloten bij Excelsior Sports Club. Na haar huwelijk stopte ze met atletiek.

## Belgische kampioenschappen
| onderdeel   | jaar |
| ----------- | ---- |
| verspringen | 1977 |

## Persoonlijke records
| Onderdeel    | Prestatie | Datum |
| ------------ | --------- | ----- |
| verspringen  | 6,08 m    | 1975  |
| hoogspringen | 1,81 m    | 1977  |

## Palmares

### verspringen
- 1977:  BK AC - 6,04 m